# Estrada i Studio
Estrada i Studio – miesięcznik ogólnopolski dla muzyków i realizatorów dźwięku. Wydawany przez wydawnictwo AVT-Korporacja Sp. z o.o. w nakładzie 12.000 egzemplarzy. Redaktorem naczelnym jest Tomasz Wróblewski. Czasopismo jest przeznaczone przede wszystkim dla profesjonalistów: muzyków, techników, pracowników studiów nagraniowych i systemów PA, radiostacji czy klubów.
W czasopiśmie zamieszczane są opisy nowości, recenzje, testy i porównania produktów, wskazówki i techniki, wywiady z polskimi i zagranicznymi muzykami czy realizatorami, relacje z imprez branżowych. W dziale „Przyślij nam swoje demo” producenci i muzycy oceniają nadsyłane prace.

## Historia
Początki magazynu to październik roku 1996. W marcu 1997 roku pierwszy raz do pisma została dołączona płyta CD, z którą czasopismo wydawane jest do dziś.
Dodatkowo w lipcu 2007 pojawiła się płyta DVD z programami oraz materiałami audiowizualnymi poszerzającymi treść magazynu. We wrześniu 2009 roku zrezygnowano z płyty CD, a pozostałe materiały publikowane są na płycie DVD.

## Redakcja i współpracownicy[1]

### Zespół redakcyjny
- Tomasz Wróblewski – redaktor naczelny
- Wojciech Chabinka – sekretarz redakcji
- Tomasz Hajduk
- Bartłomiej A. Frank
- Maciej Dobrski
- Dariusz Mazurowski
- Wojciech Urbański

### Stali współpracownicy
- Artur Kraszewski
- Jarosław Stubiński
- Piotr Lenartowicz
- Michał Lewandowski
- Robert Lewandowski
- Piotr Madziar
- Adam Jendryczka
- Maciej Polański
- Marcin Staniszewski
- Paweł Wolniewicz

### DTP
- Katarzyna Ugorowska

### Korekta
- Marek Korbecki

### Tłumaczenie
- Aleksandra Wróblewska

## Ciekawostki
- We wrześniu 2006 PSP Audioware[2] zorganizowało wraz z Estradą i Studio konkurs na najlepszy miks piosenki w ramach współpracy z międzynarodową siecią szkół realizacji dźwięku The School of Audio Engineering (SAE)[3]. Konkurs wyłonił jedną osobę, która otrzymała zaproszenie do bezpłatnego uczestnictwa w rocznym programie „Audio Engineering Diploma”, realizowanym w londyńskiej siedzibie SAE. Zwycięzcą konkursu był Jacek Miłaszewski[4].